# Romano La Russa
Romano Maria La Russa (ur. 11 stycznia 1952 w Paternò) – włoski polityk, były eurodeputowany, członek władz regionalnych w Lombardii.

## Życiorys
Pochodzi z rodziny o tradycjach politycznych. Ojciec Antonino La Russa i brat Vincenzo La Russa zasiadali w parlamencie krajowym, brat Ignazio La Russa w swojej karierze politycznej obejmował m.in. stanowiska ministra obrony i przewodniczącego Senatu. Romano La Russa ukończył szkołę średnią. Działalność polityczną rozpoczął w ramach postfaszystowskiego Włoskiego Ruchu Socjalnego, po jego rozwiązaniu wstąpił do Sojuszu Narodowego. Od połowy lat 80. był radnym miejskim w Cinisello Balsamo i Sesto San Giovanni. W latach 1995–2005 zasiadał w radzie regionu Lombardia, gdzie m.in. przewodniczył frakcji Sojuszu Narodowego.
W wyborach w 2004 uzyskał mandat posła do Parlamentu Europejskiego. Zasiadał w grupie Unii na rzecz Europy Narodów, pracował w Komisji Wolności Obywatelskich, Sprawiedliwości i Spraw Wewnętrznych oraz w Komisji Przemysłu, Badań Naukowych i Energii. Wraz z Sojuszem Narodowym przystąpił do nowo powołanego Ludu Wolności.
Z PE odszedł w 2008, obejmując stanowisko asesora w zarządzie Lombardii (ds. przemysłu, kooperacji, małej i średniej przedsiębiorczości). Po wyborach regionalnych w 2010, w których również uzyskał mandat radnego, pozostał w egzekutywie regionu, odpowiadając za sprawy wewnętrzne (obronę cywilną, policję, bezpieczeństwo). Funkcję tę pełnił do 2013, w tym samym roku dołączył do partii Bracia Włosi. W 2022 ponownie powołany na asesora w administracji Lombardii